# Амурская колюшка
Амурская колюшка, или китайская девятииглая колюшка (лат. Pungitius sinensis) — вид лучепёрых рыб семейства колюшковых.

## Внешний вид и строение
Максимальная длина тела самцов — 6,5 см, самок — 9. Спинных колючек: 7—11 (обычно 9), мягких лучей в спинном плавнике 8—13, анальных колючек — 1, мягких лучей в анальном плавнике 7—11.

## Распространение и места обитания
Распространена в Азии: Корейский полуостров, Япония, Курильские острова, бассейн Амура и Камчатка. Пресноводная, соленоводная или морская бентическая рыба. Амурская колюшка предпочитают реки и озера с чистой, медленной или спокойной воде и участки с растительностью, где они могут строить свои гнезда. Скорость течения очень важна для этих рыб — если течение у поверхности станет быстрее чем 0,5 м/с их популяция может сильно сократиться. Эта рыба встречается при температуре воды 4,7—25 °C, но оптимальны для неё 14—16 °C.

## Питание
Амурская колюшка кормится мизидами, бокоплавами и другими донными и придонными организмами.

## Размножение
Амурская колюшка начинает размножаться после двух лет. Время, необходимое для инкубации икры зависит от температуры воды: при температуре около 18,5 °C мальки выводятся примерно через 5 дней.

## Амурская колюшка и человек
Хотя вид широко распространён по всей Восточной Азии и в восточной части России, ее среда обитания находится под угрозой загрязнения и строительства сооружений для борьбы с наводнениями и плотин, которые могут изменить скорость рек. Эти изменения делают среду обитания непригодной для данного вида, что может привести к его вымиранию. Считается, что за последние 10 лет популяция вида сократилась на 30 % и этот процесс будет продолжаться.
Безвредна для человека и промыслового значения не имеет. Проникая в пруды, где разводят ценных рыб, она может наносить ущерб, поедая их икру.